# علی اکبر شهابی
علی‌اکبر شهابی (۱۲۸۸–۱۳۶۷) دارای مدرک دکترای زبان و ادبیات فارسی، استاد دانشگاه تهران و دانشگاه فردوسی مشهد و دارای آثاری به زبان فارسی و عربی بوده‌است.

## زندگی‌نامه و تحصیلات
شهابی، که به شهابی خراسانی هم معروف است، در سال ۱۲۸۸، در تربت حیدریه زاده شد. پدرش، عبدالسلام، ملقب به شهاب الدین، از دانشمندان روزگار خود و صاحب آثار زیادی بود. او دو کتاب به نام‌های راز عشاق و گنج نهفته نوشته‌است.
علی‌اکبر شهابی از جمله افرادی بود که نخست به تحصیلات طلبگی روی آورد و مقدمات علوم دینی را زیر نظر ادیب نیشابوری و علوم ادبی و فقهی دیگر را از محمدکاظم خراسانی آموخت.
او سپس با رواج آموزش و پرورش جدید در ایران، به کسب معلومات در این مکتب پرداخت و مراحل مختلف تحصیل را از دبیرستان به بعد در نظام جدید آموزشی طی کرد.
بیست‌ساله بود که دوره اول دبیرستان را در دبیرستان شاهرضا گذراند. در سال ۱۳۰۹ برای ادامه تحصیل در دوره دوم متوسطه به دبیرستان دارالفنون تهران رفت و سپس تحصیل خود را در دانشکده‌های ادبیات و علوم معقول و منقول دانشگاه تهران به پایان رسانید و در سال ۱۳۳۶ به اخذ درجه دکتری زبان و ادبیات فارسی از این دانشگاه نائل آمد.

## آثار
علی اکبر شهابی بیست کتاب و رساله و پنجاه مقاله تحقیقی در زمینه‌های ادبی و دینی به چاپ رسانده‌است که مهم‌ترین آن عبارتند از:
- ترجمه ده فصل از کتاب تعبیر الرؤیا، تألیف ابوعلی سینا؛
- تاریخ روابط ادبی ایران و هند؛
- أصول الصرف؛
- أصول النحو؛
- آثار و احوال محمد بن جریر طبری؛
- نظامی شاعر داستان‌سرا؛
- تاریخچه وقف در اسلام؛
- فرهنگ اشتقاقی؛
- سلسله مقالات شیعه‌شناسی[۴]